# Gunnar Garpö
Gunnar Charles Garpö (Stoccolma, 13 ottobre 1919 – Solna, 18 maggio 1976) è stato un bobbista svedese.

## Biografia
Viene ricordato come vincitore di una medaglia di bronzo nella sua disciplina, ottenuta ai campionati mondiali del 1961 (edizione tenutasi a Lake Placid, Stati Uniti d'America) insieme ai suoi connazionali Gunnar Åhs, Erik Wennerberg e Börje-Bengt Hedblom
Nell'edizione l'oro andò alla nazionale italiana, l'argento a quella statunitense. Partecipò alle olimpiadi invernali del 1952.